# Pardutz

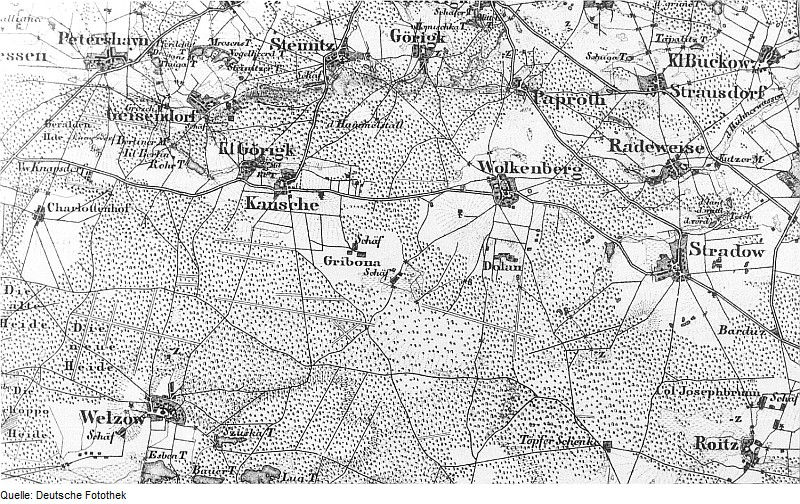
Pardutz (westl. von Stradow) auf einer topographischen Karte aus dem 19. Jahrhundert

Pardutz, niedersorbisch Barduc, war ein Vorwerk der Gemeinde Stradow in der Niederlausitz. Der Ort wurde 1983/84 durch den Braunkohletagebau Welzow-Süd abgebaggert. Die Ortsflur von Pardutz gehört seit dem 1. Januar 1984 zur Stadt Spremberg im Landkreis Spree-Neiße. Als Ortsname wurde teilweise auch Grünerbaum oder Bardutz genannt.

## Lage
Pardutz lag als Einzelsiedlung an einer Straße zwischen Stradow und Spremberg. Umliegende Ortschaften waren Straußdorf und Klein Buckow im Norden, Cantdorf im Osten, Kochsdorf im Südosten, Roitz im Süden, Töpferschänke im Südwesten, Stradow im Westen sowie Radeweise im Nordwesten. Bis auf Cantdorf und Kochsdorf fielen alle umliegenden Ortschaften früher oder später ebenfalls dem Braunkohleabbau zum Opfer.

## Geschichte
Das Vorwerk Pardutz wurde 1725 als Zollhaus gegründet. Der Ortsname stammt aus dem Sorbischen und beschreibt eine Siedlung auf einem Bergrücken. 1753 hieß der Ort Neue Schenke. Pardutz lag auf der Grenze zwischen Sachsen und Preußen, bis die Niederlausitz nach dem Wiener Kongress 1815 vollständig an das Königreich Preußen kam. Später wurde das Gebäude als Dorfkrug des nahegelegenen Stradow genutzt. Dieser hatte den Namen Gasthaus zum grünen Baum. 1844 hatte Pardutz zehn Einwohner. Zu dieser Zeit war das Vorwerk nach Stradow eingepfarrt.
Bei der Kreisneubildung in der DDR am 25. Juli 1952 kam Pardutz zum Kreis Spremberg im Bezirk Cottbus. Am 6. Dezember 1953 erfolgte in Stradow zusammen mit Pardutz die Bildung einer Landwirtschaftlichen Produktionsgenossenschaft. Kurz darauf wurden in und um Pardutz Braunkohlevorkommen entdeckt. Bis Dezember 1977 wurde Pardutz als Dorfkrug genutzt, ab Oktober 1978 wurde das Gebäude durch das VEG Roitz genutzt. Im Jahr 1982 wurde das Vorwerk durch den Tagebau Welzow-Süd devastiert, heute wird die ehemalige Ortslage von Pardutz wieder rekultiviert.